# Процес над салемськими відьмами

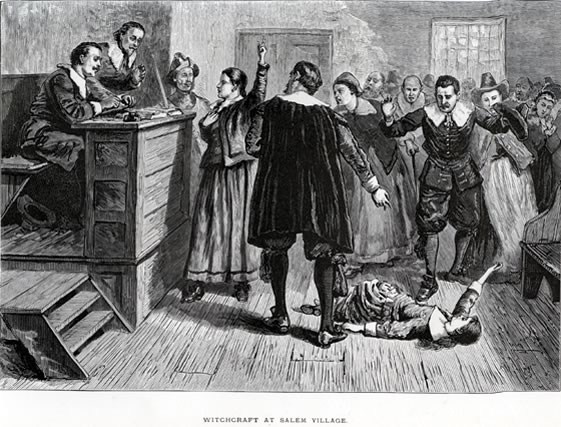
Зала суду. Ілюстрація 1876 року

У Західній Європі період особливо лютих гонінь інквізицією підозрюваних у чаклунстві закінчився в середині XVII століття. Але в інших частинах світу сплески «чаклунського геноциду» ще траплялися. Один з них — процес над салемськими відьмами, що почався у США в 1692 році. 
Полювання на салемських відьом — одне з найвідоміших полювань на відьом в історії; судовий процес проходив в новоанглійському місті Салемі з лютого 1692 по травень 1693 року. За звинуваченням у чаклунстві 19 жінок було повішено, одного чоловіка розчавлено камінням і від 175 до 200 людей ув'язнено (не менше п'яти з них померли). 

## Соціальний фон
Салем був заснований в 1629 році пуританами. У 1641 році англійським законодавством чаклунство було оголошено кримінальним злочином. У січні 1692 року сусіднє місто Йорк було атаковано індіанцями, в результаті багато його жителів загинули або були захоплені в полон.
Збільшення розміру сім'ї породжувало суперечки між сусідами та сім'ями за право володіння землею — особливо на кордоні просування поселенців, де економіка була заснована на фермерському господарстві. Несприятливі погодні умови або хвороби рослин могли призвести до втрати річного врожаю. Ферма, яка могла забезпечити існування середньої за розміром сім'ї, вже не могла забезпечити цього наступним поколінням. Це спонукало фермерів просуватися далі, захоплюючи землі корінних жителів — індіанців.
Будучи релігійними людьми, пуритани пояснювали втрату врожаю чи худоби, смерті дітей, землетруси, погану погоду тощо гнівом Бога. За уявленнями пуритан, людині від народження було визначено — повинна її душа потрапити у рай чи, навпаки, в пекло. Змінити місце призначення не можна, але можна відшукати навколо себе, у видимому світі, знаки, що вказують на Божу волю. В невидимому світі, згідно з їхньою вірою, мешкали Бог і ангели, а також диявол — упалий ангел, ворожа сутність. У пуританських релігійних традиціях відсутні багато звичних для православних елементів: святі заступники, ікони, свята вода. Захистити себе від зла вони могли єдиним способом — молитися. Але молитви не рятували від відьом. Так з'явилося уявлення, що з викритими в чаклунстві можна впоратися єдиним способом — фізично знищити їх.
Патріархальні порядки створювали таке становище, коли жінки повинні перебувати в повному підпорядкуванні у чоловіків. Вважалося також, що жінки легше піддаються впливу диявола, ніж чоловіки, і що вони хтиві.
Треба розуміти умови життя тодішніх пуритан — з Англії в Новий світ вони тікали через релігійні гоніння. Навіть своє місто вони назвали Салем — на честь Єрусалиму. Протестанти-фундаменталісти хотіли оселитися в чистому від пороків місці, але опинились на землях язичників-індіанців. Дохристиянська Америка була територією диявола і підлягала очищенню. Запалення вогню істинної віри не обійшлося без знищених відьом.
У невеликому місті важко було зберегти секрети, і думка людей про їхніх сусідів приймалася як встановлений факт. Дитячі ігри та іграшки вважалися зайвими і заборонялися. Хлопчики могли полювати, ловити рибу, досліджувати ліс, вони часто ставали учнями теслів та ковалів, у той час як дівчаток вчили прясти пряжу, готувати, шити, ткати. У Салемі, як і у всіх подібних громадах, пастора вибирали самі городяни, вони ж платили йому платню. Однак фермери були занадто скупі, і бажаючі піклуватися про таку паству потребували додаткової праці. Два пастори поспіль пішли зі своїх постів, відпрацювавши по два роки. За ними прийшов Семюел Перріс, в сім'ї якого і почалися проблеми, що спровокували Салемське полювання на відьом.

## Причина і хід судового процесу
У січні 1692 року у дочки і племінниці пастора Семюела Перріса — 9-річної Елізабет Перріс і 11-річної Ебігейл Вільямс — були виявлені симптоми невідомої хвороби. Дівчата кричали, видавали дивні звуки, ховалися під меблями, їхні тіла набували незвичайних поз. Діти скаржилися на те, що їх хтось колов шпилькою і ножем, а коли Перріс намагався читати проповідь, вони затикали вуха.
Доктор Вільям Гріггс не знайшов жодних фізичних причин для хвороби і вирішив, що причиною її став вплив відьми. У своєму міркуванні він спирався на роботу Коттона Мезера «Memorable Providences Relating to Witchcrafts and Possessions» (1689), де описувався подібний випадок: у 1688 році в Бостоні ірландська праля була звинувачена в магії і впливі на дітей господаря і повішена. Коттон Мезер був випускником Гарвардського коледжу і священником Північної церкви Бостона.
Дівчатка вказали на передбачувану відьму — служницю-рабиню в будинку Перрісів на ім'я Тітуба. За одними джерелами, Тітуба була африканського походження, за іншими — індіанкою. За словами дітей, служниця розповідала їм про чаклунство. Незабаром кількість хворих дівчат збільшилася, зокрема, захворіла 12-річна Анна Путнам.

### Арешти

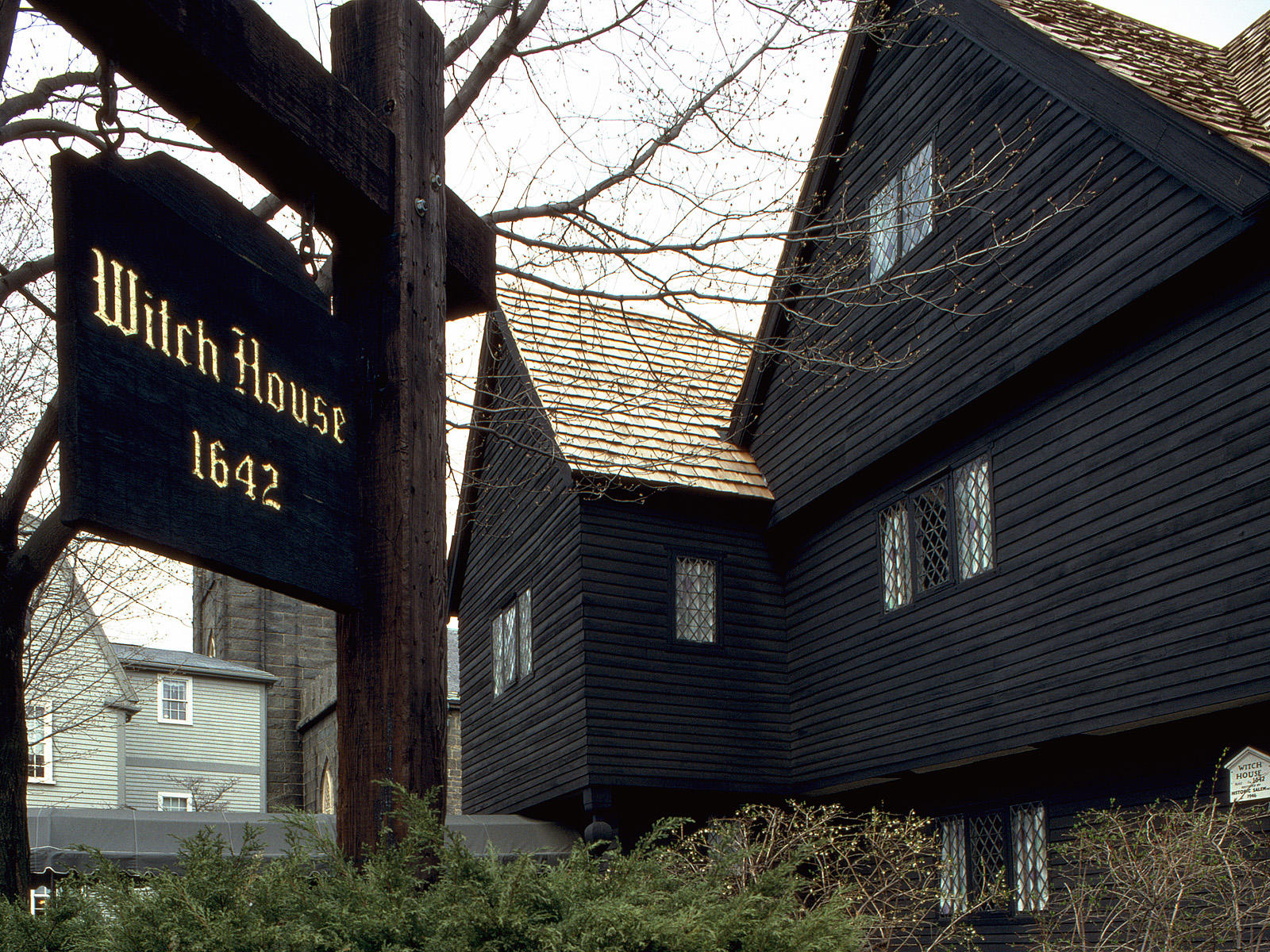
«Відьомський дім» в Салемі, побудований не пізніше 1642 року. Тут жив суддя Корвін, котрий відправив на ешафот 19 відьом.

1 березня 1692 року за їхніми свідченнями було заарештовано трьох жінок: Тітубу, Сару Гуд і Сару Осборн. Підозрювані були допитані і піддані огляду в пошуках ознак, які б вказували на те, що вони є відьмами. Усі троє були зручними мішенями для звинувачень: Тітуба мала не титульну національність, Сара Гуд була жебрачкою, а Сара Осборн — самотньою тяжкохворою вдовою, залученою до того ж у судовий спір з пуританами. Проти них говорив і той факт, що жінки тривалий час не відвідували церкву. У них не було захисників, і громадська думка схилялася до того, що звинувачення справедливі.
У березні з'явилися нові арештанти: Марта Корі, Ребекка Нерс, Рейчел Клінтон і 4-річна дочка Сари Гуд. Марта Корі з самого початку не довіряла словам дівчаток і з насмішкою ставилася до суду, тим самим привернувши до себе увагу. Чотирирічна Дороті Гуд, в силу свого віку, зробила висловлювання, які були витлумачені проти Сари Гуд. Щоб бути ближче до матері, вона зізналася в тому, що є відьмою, і була поміщена у в'язницю. Однак ці звинувачення вже стурбували суспільство, позаяк Корі і Нерс були прихожанками церкви.
У квітні були заарештовані Сара Клойс (сестра Ребекки Нерс), Елізабет Проктор і її чоловік Джон Проктор, чоловік Марти Корі Жиль Корі і ще кілька людей, у тому числі колишній пастор Джордж Берроуз. 10 травня у в'язниці помирає Сара Осборн.

### Суд
У травні 1692 року починається суд (Court of Oyer and Terminer). Губернатор Фіпс призначив суддів, троє з яких були друзями Коттона Мезера, а один — віце-губернатором. Головою суду призначений Вільям Стаутон, що не мав юридичної освіти. За судовим процесом стежив Коттон Мезер.
Головним доказом служили свідчення потерпілих про те, що вони бачили дух обвинуваченої, який прибув до них. Теологічна суперечка навколо використання цих свідчень полягала в тому, чи повинні були підозрювані давати згоду дияволу на використання свого образу. Опоненти вважали, що диявол може використовувати образ людини без її згоди, тоді як суд стверджував, що згода людини потрібна обов'язково.
2 червня суд визнав винною літню жінку Бріджет Бішоп, і 10 червня вона була повішена. За словами деяких дівчаток, дух Бішоп прибув до них. Інші свідки засвідчили, що її відвідував диявол. 19 липня 1692 року були повішені Ребекка Нерс, Сара Гуд і ще кілька жінок. Примітно, що перед стратою, вже з петлею на шиї, Сара Гуд звернулася до священника Ніколаса Ноеса, залученого в судовий процес, зі словами:
|  | «Ти — брехун. Я не більша відьма, ніж ти — чаклун. Відбери у мене життя — і Господь напоїть тебе кров'ю». |

Слова виявилися пророчими: через 25 років Ноес, вражений крововиливом у мозок, помер, захлинувшись власною кров'ю.
19 серпня 1692 року були повішені ще кілька людей, включаючи колишнього пастора Берроуза. Близько 30 жителів подали клопотання про пом'якшення вироку Берроузу, проте вирок був залишений без зміни. Перед шибеницею Берроуз, не затинаючись, прочитав молитву, сподіваючись на порятунок (вважалося, чаклуни нездатні прочитати молитву, не затнувшись).

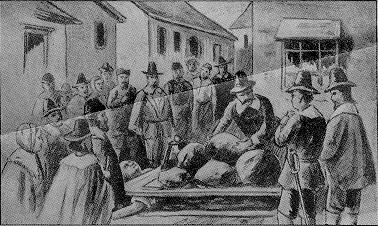
Жиль Корі під камінням під час суду над «салемськими відьмами». 1692 рік

19 вересня до 80-річного фермера Жиля Корі, який відмовлявся давати будь-які свідчення, була застосована особлива процедура peine forte et dure. На груди Корі поклали важкі камені, щоб «видавити» визнання провини: без нього він був неосудний. Щоби прискорити смерть, він просив ще більшої ваги. За однією з версій, відмова давати покази була пов'язана з тим, що майно чаклунів, котрі дали будь-які свідчення, підлягало конфіскації. Корі хотів зберегти свою ферму і землі для сім'ї, тому відмовлявся говорити і після застосування процедури. Через два дні він помер під час катування під тиском вантажу.
22 вересня були повішені його дружина Марта Корі і ще 7 людей.
Серед обвинувачених були жителі не тільки міста Салем, але й сусіднього Топсфілда, а також Бостона. Судові процеси над відьмами велися також в Андовері, куди на запрошення місцевого жителя Джона Балларда приїхали дівчата з Салема для викриття знахарства.
У Бостоні був засуджений за знахарство Джон Олден, який є героєм поеми Лонгфелло «Сватання Майлза Стейндіша». Олден був одним з найбільш шанованих громадян міста, морським капітаном і учасником війн з індіанцями. Він утік з в'язниці після 5 тижнів ув'язнення.

### Закінчення суду
Переслідування відьом почали виходити за межі Салема, хворих дівчаток стали возити в інші міста, щоб і там шукати одержимих дияволом. У вищих колах заговорили про те, що суду не варто вважати незаперечним доказом тільки видіння жертв. З'явилися і близькі до сучасних уявлень про смертну кару думки: краще залишити в живих кількох відьом, ніж стратити одну невинну людину. Одна з дівчаток, що вказували на відьом, одного разу зізналася матері, що просто розважається. Але потім вона злякалася і знову почала говорити про чаклунство.
Тим часом батько Котона Мезера — Інкріс Мезер, голова Гарвардського коледжу— заявив, що суд не повинен розглядати як докази видіння жертв. Мезеру також приписують ідею, що хай краще кілька відьом виживуть, ніж один невинний буде страчений. Інший священник вказав на те, що диявол у вигляді духа може спеціально вселятися у невинних і доброчесних людей, аби ті ставали джерелом звинувачень. Після ознайомлення з цими думками губернатор наказав не використовувати видіння як докази, припинити арешти і відпустити 28 з 33 обвинувачених.
Для суду над рештою обвинувачених був заснований Верховний суд штату Массачусетс, що діє і досі. У травні 1693 року губернатор помилував обвинувачених.
Всього за час антивідьомської істерії в ув'язненні опинилося 150 осіб. Засуджено було 31 людину. З них повісили 19 осіб, двоє померли у в'язниці, одного задавили до смерті під час катування, семеро отримали відтермінування вироку, одну тримали без суду у в'язниці, а потім продали у рабство за борги, один втік.
У 1697 році судді визнали свою помилку, а в 1702 році рішення суду було визнано незаконним. У 1706 році одна із звинувачувачок, Анна Путнам, заявила, що була спокушена дияволом, даючи свідчення проти невинних людей. Тільки одній із дівчаток-наклепниць вдалося згодом вийти заміж.
У 1957 році Співдружність Массачусетсу остаточно постановила скасувати вироки всім засудженим під час цих процесів. У 1992 році в місті було встановлено пам'ятник жертвам полювання на відьом. У 2001 році губернатор штату Джейн Свіфт підтвердила невинність обвинувачених. 
Влада міста вміло скористалася трагічною історією і зробила з Салема місце, цікаве для туристів. Тут зберігся «будинок відьом», побудований в 1670 році. У ньому проходив той самий судовий процес. Навколо Салема підтримується містичний ореол, чому допомогли кілька літературних творів і екранізацій історії. 

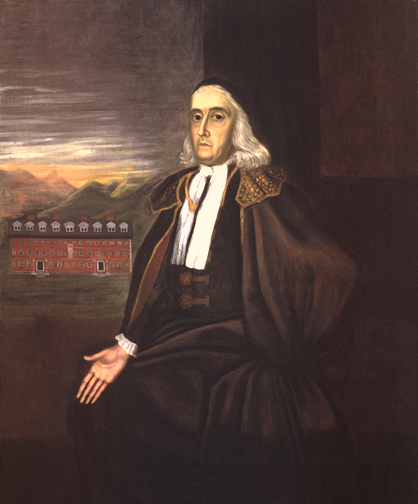
Головний магістрат Вільям Стоутон, головуючий на суді

## Пояснення
Існує кілька матеріалістичних версій, котрі пояснюють подію: істерія, змова дітей, особливості психології пуритан, отруєння.
У 1976 році в журналі Science з'явилася версія, згідно з якою галюцинації у дітей були викликані отруєнням житнім хлібом, ураженим грибком, відомим як ріжки або Claviceps purpurea (див. також ерготизм). У тому ж році були опубліковані спростування цієї версії.
Згідно з іншою версією, діти захворіли особливою формою енцефаліту — «летаргічний енцефаліт» (encephalitis lethargica), симптоми якої схожі з описуваними в салемському випадку. Висловлюється також припущення, що дівчатка страждали хворобою Гантінгтона.

## Відображення в літературі й кіно
Події в Салемі обіграні в класичних творах американської літератури — романі Н. Готорна «Будинок із сімома фронтонами» (1851) і драмі Генрі Лонгфелло «Трагедії Нової Англії» (1868).
Класичною вважається також п'єса Артура Міллера «Суворе випробування» (1952). Вона була екранізована у Франції під назвою «Салемські чаклунки» (1957) і в США під назвою «Суворе випробування» (1996). Ще у 1937 році в Голлівуді був знятий фільм «Дівчина з Салема» (1937).
Більш сучасні інтерпретації судилища в Салемі можна знайти у повісті Анджея Сапковського «Випадок в Місчіф-крік», у фільмі 2012 року «Повелителі Салема» (2012) та в телесеріалі «Салем» (2014). В останньому салемські відьми зображені не як звичайні жінки, яких піддавали тортурам і стратили через забобони віруючих, а як дійсно могутні чаклунки.